# Río Flumini Mannu
El Flumini Mannu es un río del suroeste de Cerdeña, Italia. Fluye por la llanura del Campidano.
Nace en las colinas situadas al este del municipio de Sardara, y desemboca en el Stagno di San Giovanni tras recorrer 42,14 km. Los afluentes principales son los ríos Bellu y Sitzerri.
- Datos: Q3746833
- Multimedia: Flumini Mannu (Cagliari) / Q3746833